# Черневічкі
Черневічкі (пол. Czerniewiczki) — село в Польщі, у гміні Коваль Влоцлавського повіту Куявсько-Поморського воєводства.
Населення — 108 осіб (2011).
У 1975-1998 роках село належало до Влоцлавського воєводства.

## Демографія
Демографічна структура станом на 31 березня 2011 року:
|          | Загалом | Допрацездатний вік | Працездатний вік | Постпрацездатний вік |
| -------- | ------- | ------------------ | ---------------- | -------------------- |
| Чоловіки | 53      | 10                 | 37               | 6                    |
| Жінки    | 55      | 13                 | 30               | 12                   |
| Разом    | 108     | 23                 | 67               | 18                   |